# 1908 Победа
1908 Победа (енгл. 1908 Pobeda) је астероид главног астероидног појаса са пречником од приближно 21,77 km.
Афел астероида је на удаљености од 2,994 астрономских јединица (АЈ) од Сунца, а перихел на 2,786 АЈ.
Ексцентрицитет орбите износи 0,035, инклинација (нагиб) орбите у односу на раван еклиптике 4,776 степени, а орбитални период износи 1794,965 дана (4,914 године).
Апсолутна магнитуда астероида је 11,70 а геометријски албедо 0,077.
Астероид је откривен 11. септембра 1972. године.